# Société des Avions Caudron
La Société des Avions Caudron fue una empresa aeronáutica francesa fundada en 1909 con el nombre de Association Aéroplanes Caudron Frères por los hermanos Gaston y René Caudron. Fue uno de los primeros fabricantes de aviones de Francia y produjo aviones militares durante los dos guerras mundiales; aunque, durante el periodo de entreguerras se decanto por la aviación civil. A partir de 1933, se convirtió en una compañía filial de la Société Anonyme des Usines Renault. Durante la II Guerra Mundial produjo aviones y componentes para la Luftwaffe, siendo nacionalizada en 1944 y pasando a formar parte en 1949 de la Société nationale des constructions aéronautiques du Nord - SNCAN .

## Alphonse (Gaston) (1882-1915) y René Caudron (1884-1959)
Los hermanos Caudron nacieron en Favières (Somme), de padres agricultores de la zona de Romiotte. Cursaron sus estudios en un colegio de Abbeville. Gaston, como siempre se conoció a Alphonse, quería ser ingeniero, pero sus estudios se vieron truncados por problemas de salud; René estaba interesado en el desarrollo de la mecánica y era deportista. Cumplido su servicio militar en un regimiento de artillería, volvieron a trabajar en la granja.
En agosto de 1908 comenzaron a construir su primer avión, un gran biplano; que, en un principio al no poder conseguir un motor, fue probado durante aquel verano como planeador, remolcado por una yegua (Luciole). En septiembre de 1909, finalmente lo volaron propulsado con un motor Anzani. En abril de 1910, pudieron realizar un vuelo de regreso de 10 km a Forest-Montiers.
Gaston Caudron murió en un accidente aéreo probando un Caudron R.4 el 15 de diciembre de 1915 en el aeródromo de Bron. René continuó en el negocio de la aviación hasta la caída de Francia al comienzo de la II Guerra Mundial. Murió en 1959.

## Caudron FrèresyCaudron-Renault
Al necesitar una base más conveniente que la granja, los hermanos establecieron su fábrica en las cercanías de Le Crotoy, en el lado este del estuario del Somme, a unos 16 km de Abbeville y con una playa amplia, plana, firme y orientada al sur, ideal para volar. Instalaron allí una escuela de vuelo, que fue la primera escuela de vuelo del mundo; l'École de pilotage Caudron  comenzó sus clases el 19 de mayo de 1910. Esta actividad floreció y a principios de 1913 se había establecido una segunda escuela en Juvisy con una capacidad combinada de 100 a 250 alumnos. El Ministère de la Guerre envió allí a unos treinta alumnos pilotos en 1913. 
Durante los años que precedieron a la I Guerra Mundial los dos hermanos construyeron quince tipos de aviones terrestres y dos hidroaviones, de los que algunos destacaron en competición, en particular, en el Circuito Europeo de 1912, y al año siguiente en las competiciones celebradas en Deauville y Reims.
Para entonces, la empresa tenía su sede en Rue, Somme. Durante la I Guerra Mundial, la compañía trasladó su producción a Lyon e Issy-les-Moulineaux, ya que la planta en el Somme estaba demasiado cerca de la línea del frente de batalla.
Diseñadores de muchos aviones como el biplaza Caudron G.3 pilotado por el aviador suizo François Durafour que aterrizó y despego con éxito en el Dôme du Goûter, en el macizo del Mont-Blanc en julio de 1921. La firma Caudron produjo los entrenadores en los que miles de pilotos obtuvieron su primera licencia de vuelo. Las plantas de Caudron en Lyon e Issy-les-Moulineaux produjeron casi 3000 aviones durante la I Guerra Mundial. En 1920, la planta de Lyon dejó de ensamblar y la factoría de Issy-les-Moulineaux se consolidó como la sede y base de producción principal.
En 1933, Caudron se asocia con la firma "Société Anonyme des Usines Renault", Las autoridades públicas, en la persona del general Víctor Denain, jefe del Estado Mayor de la Fuerza Aérea y responsables del recién creado (1928) Ministerio del Aire, estaban preocupados por el declive y devenir de la industria aeronáutica francesa y presionan a Louis Renault para adquirir parte del accionariado de Avions Caudron, buscando una consolidación y racionalización en la industria aeronáutica. Desde la década de 1920, la firma Renault estaba aumentando su participación en el campo de la aviación con sus motores aeronáuticos.
El 30 de junio de 1933 se formó la Société Anonyme des Avions Caudron (SAAC). El 45% de las acciones se asigna a René Caudron por sus aportaciones; el 55% restante está suscrito por la Société Anonyme des Usines Renault (SAUR). Tanto SAAC como la división de motores de aviación de Renault se integraron en la nueva división Renault Aviation dirigida por François Lehideux (como director general de la firma Renault), Marcel Riffard (como Diseñador Jefe de aeronaves) , Charles Serre (Diseñador Jefe de motores aeronáuticos). y M. Sabathier como Director Comercial, la planta de Issy-les-Moulineaux mejoró las sinergias con la planta de motores de Billancourt, ya que ambas estaban en el área de París. La plantilla de la empresa aumentó de 500 operarios en 1933 a 950 en 1935, luego a 2385 en 1936, y finalmente a 3200 en enero de 1937, año en el que, Renault compró la participación minoritaria de René Caudron.

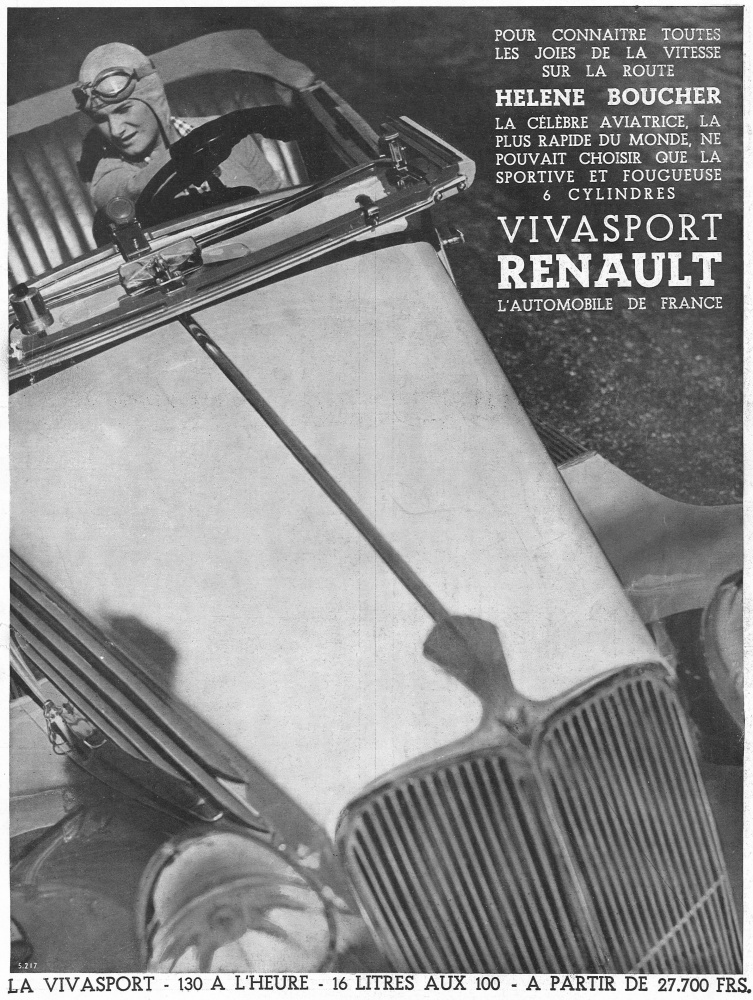
Renault aprovechó sus éxitos en la aviación para promocionar su negocio principal de automoción: Hélène Boucher y el Renault Vivasport

Como parte de la firma Renault, y siguiendo las directrices de su propietario, Louis Renault , en enero de 1934 se amplió su capital de 4 a 6 millones de francos oro, suscribiendo SAUR el 90% del aumento y aportando su garantía financiera, Avions Caudron bajo la dirección del brillante ingeniero
Marcel Riffard (1886-1981) una docena de talentosos ingenieros, incluido Georges Otfinovskyse se centró en producir aviones ligeros y deportivos propulsados por motores de cuatro ( Renault 4P, 140-150 hp) o seis ( Renault Bengali 6, 220-240 hp) cilindros en línea, reflejando y promocionando su gama de automóviles en ese momento, tomando como ejemplo el Renault Vivasport. M. Riffard era un experto en diseños aerodinámicos, lo que ayudó a lograr buenas prestaciones con la gama de motores de baja potencia. Gracias a ello, la empresa Caudron-Renault
presenta varios modelos particularmente aerodinámicos, destinados a participar en competiciones de velocidad: Copa Beaumont, Trofeo Gordon Bennett , Copa Deutsch de la Meurthe y Copa Michelin (larga distancia) y, con los que se establecieron numerosos récords avalados por la FAI en la década de 1930.
En 1935, se aclaró el reparto de funciones entre las fábricas; la fabricación (de elementos) pasaría a Renault y el montaje a Caudron, lo que supuso un traslado de personal de Issy a Boulogne. A principios de año se llegó a un acuerdo con el Ministère des Postes, Télégraphes et Téléphones (PTT) para reservar la exclusividad de su transporte aéreo postal a Air Bleu, una aerolínea creada en 1935 por Beppo di Massimi por iniciativa de Didier Daurat, nombrado director de operaciones, con Louis Renault como principal accionista. El Caudron Simoun presentado en el 1er Salon International de l'Aeronautique será el responsable de ello. En los próximos años este ubicuo monomotor transportará la gran mayoría de los envíos postales aéreos (les avions de la Postale de Nuit). Además, comienza la producción del que será un éxito de ventas, el ligero y rápido bimotor de transporte y pasaje C.440 Goéland.

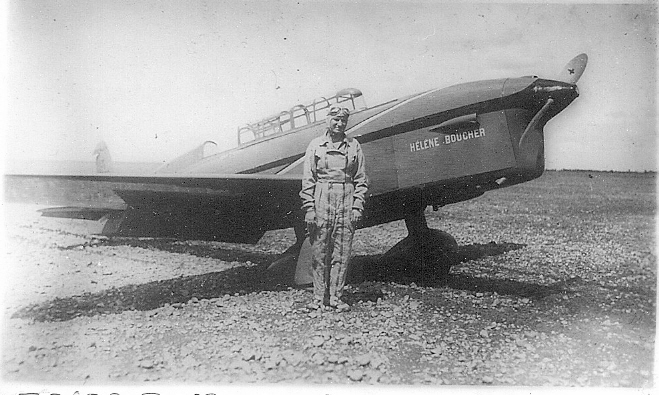
Hélène Boucher al lado de su Caudron C.430 F-AMVB en 1934

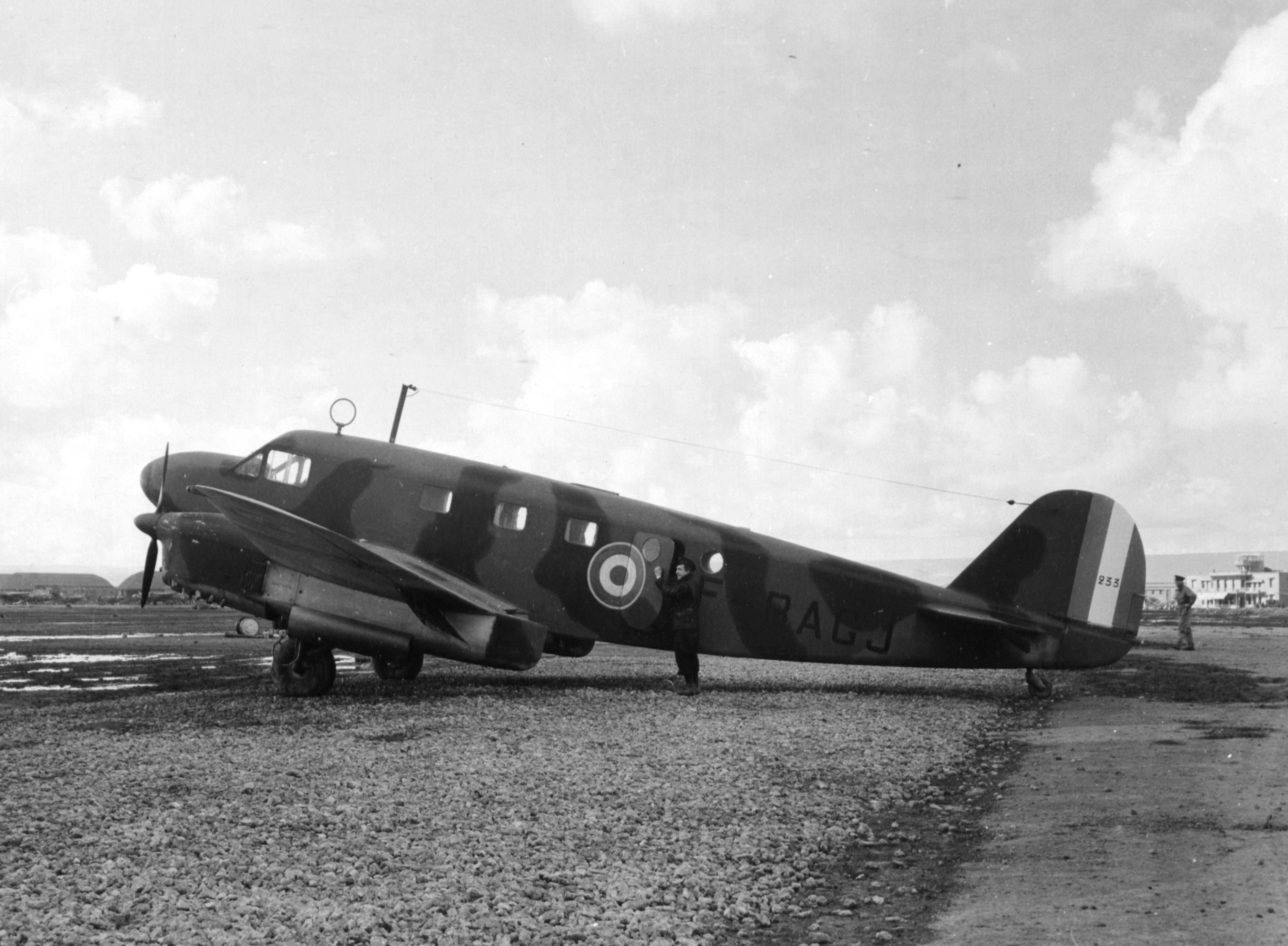
Caudron 445 Goéland en el norte de África, 1943

Durante 1933 y 1934, Hélène Boucher a bordo de su Caudron C.450, estableció varios récords del mundo para mujeres. Boucher incluso consiguió la plusmarca internacional absoluta (tanto masculina como femenina) de velocidad sobre 1000 km en 1934. En diciembre de 1934, Raymond Delmotte consiguió un récord mundial de velocidad en aviones terrestres de 505 km/h a bordo de su Caudron C.460 .
Según Popular Aviation, en noviembre de 1935 Caudron-Renault estaba produciendo los siguientes modelos: Caudron 272-3 Luciole (biplano ligero biplaza), Caudron C.282-8 Phalene VIII (monoplano ligero de 4 plazas), Caudron C.360 (monoplano de competición), C.366 Atalante (monoplano basado en un modelo anterior), el Caudron C.440 Goéland (monoplano bimotor de pasaje), los monoplanos de carreras C.450 y C.460 y el monoplano ligero biplaza de alto rendimiento C.530 Rafale. y el pequeño y muy popular monoplano monomotor deportivo biplaza Caudron C.600 Aiglon .
La organización industrial, sin embargo, siguió siendo deficiente, con la producción dispersa entre las fábricas de Renault en Boulogne-Billancourt y Caudron en Issy-les-Moulineaux. La situación cambia en febrero de 1937. La construcción de aviones en Francia queda bajo control del Estado a través de Sociedades Nacionales. Louis Renault pierde Air Bleu , integrada en Air France, pero conserva Caudron-Renault; por lo que, los elementos estructurales y el motor fueron fabricados por Renault en el seno de la constituida Société des Moteurs Renault pour l´Aviation - SMRA. Esta empresa está considerada por el Service technique de l'aéronautique (STAé) como incapaz de producir nada más que aviones deportivos, por lo que los intentos de Louis Renault de integrar su producción en los programas de rearme son en vano.  El montaje siguió siendo realizado por la Société Anonyme des Avions Caudron.
En 1936, la Société Anonyme des Usines Renault se vio afectada por la Gran Depresión y, en 1938, escindió Caudron-Renault en una subsidiaria separada y autónoma, la Société Anonyme des Matériaux Renault d'Avions (SAMRA), para centrarse en su negocio principal de automoción. Después de la caída de Francia y del armisticio de 1940, la rama de aviación confiada a René de Peyrecave, mano derecha de Louis Renault tuvo que, al igual que la empresa matriz y por las mismas razones  (personal e instalaciones), que trabajar con la aprobación del gobierno de Vichy para el ocupante.
La producción de Caudron-Renault bajo ocupación comprendió a varias fábricas, Billancourt (SAMRA y Usines Renault), Bois-Colombes (Air Equipement), Boulogne, Issy-les-Moulineaux, Les Mureaux, Chateauroux (Avions Caudron) y Bourges (SNCAC y Avions Caudron). La producción de motores prosigue en Billancourt.
Las plantas Caudron-Renault fabricaron carrocerías de automóviles, piezas para aviones Messerschmitt, el modelo Messerschmitt Bf 108 y Junkers, los modelos Simoun y Goéland C.445, y el Siebel Si 204para la Luftwaffe. También reparó aviones. En febrero de 1942, Willy Messerschmitt solicitó que Caudron produjera el designado Messerschmitt-Caudron MeC 164, un rival del Si.104, pero la construcción del prototipo fue ralentizado y saboteado.En septiembre de 1943 a planta Caudron de Issy-les-Moulineaux fue destruida casi por completo por los bombardeos aliados, dejándola permanentemente fuera de producción. En 1944, con la liberación de Francia las operaciones restantes de Caudron-Renault fueron nacionalizadas por el gobierno francés pasando a formar parte de la Société nationale des constructions aéronautiques du Centre - SNCAC para, en 1949, integrarse en la Société nationale des constructions aéronautiques du Nord - SNCAN .

## Avions Caudronen la historia de la aviación
- 7 de noviembre de 1916, el aviador italiano Guido Guidi bate el récord mundial absoluto de altitud al elevarse a 7950  m a bordo de un Caudron G.4.
- 19 de enero de 1919, Jules Védrines aterriza y despega su Caudron G.3 en la azotea de las Galeries Lafayette de París, respondiendo a un desafío lanzado por la dirección de la tienda parisina.
- 14 de octubre de 1919, Étienne Poulet despega a bordo de un Caudron G.4 para realizar su raid París- Melbourne.
- 15 de junio de 1921, Bessie Coleman, primera aviadora afroamericana, recibe su certificado de piloto aviador en la escuela de vuelo Caudron en Le Crotoy.
- 30 de julio de 1921 un Caudron G.3 pilotado por el aviador suizo François Durafour aterrizó y despego con éxito en el Dôme du Goûter, en el macizo del Mont-Blanc .
- 1 de abril de 1921, Adrienne Bolland cruza la cordillera de los Andes.
- En 1924, Raymond Delmotte reemplaza al ex piloto jefe Jules Patin en Caudron.
- 1931, Suzanne, hija del mecenas Henri Deutsch de la Meurthe , "resucita" el Premio Deutsch de la Meurthe, esta vez con vistas a mejorar la velocidad de los aviones sobre un circuito de 1000 km, que se prolongó hasta 1936.
- En 1933, dos pilotos franceses, Georges Détré en Potez 53 y Raymond Delmotte en Caudron-Renault C.362 ganaron sucesivamente la prueba.
- 1934, la aviadora Hélène Boucher gana el premio con su Caudron C.430 Rafale; estableció dos plusmarcas, velocidad internacional en circuito de 1000 km con 409,184 km/h el 8 de agosto de 1934 (también récord femenino sobre esta distancia) y en mismo día el de velocidad en un circuito de 100 km con 412,371 km/h.
- 30 de noviembre de 1934, Hélène Boucher muere a la salida del aeródromo estrellándose en los bosques de Guyancourt durante un vuelo de entrenamiento a los mandos de un Caudron Rafale.

## Lista de aviones Caudron
- La lista no incluye algunos prototipos, versiones o variantes - 
- Hidroavión Caudron-Fabre (1911)
- Caudron tipo A (1910) - Avión biplano experimental
- Caudron Tipos B/B.2 (1911) - Biplano biplaza
- Caudron Tipo C (1911) - Biplano monoplaza militar
- Caudron Tipo D (1911) - Biplano monoplaza
- Caudron Tipo E (1912) - Biplano entrenador militar biplaza
- Caudron Tipo F (1913) - Biplano monoplaza
- Caudron Tipo G (1913) - Prototipo biplano entrenador
- Caudron Tipo H (1913) - Biplano anfibio, monomotor militar
- Caudron G.2 (1913) - Biplano monomotor de observación y entrenamiento
- Caudron G.3 (1914) - Biplano, reconocimiento monomotor
- Caudron G.4 (1915) - Bombardero biplano bimotor biplaza
- Caudron G.6 (1916) - Biplano bimotor de bombardeo/reconocimiento biplaza
- Caudron R.4 (1915) - Biplano bimotor de bombardeo/reconocimiento
- Caudron R.11 (1917) - Biplano bimotor triplaza. Caza de escolta
- Caudron C.23 (1918) - Biplano bimotor. Bombardero nocturno y transporte de pasajeros (12)
- Caudron C.33 (1919) - Biplano bimotor. Transporte de pasajeros de tres plazas
- Caudron C.59 (1921) - Biplano monomotor. Entrenador biplaza
- Caudron C.60 (1921) - Biplano, monomotor, entrenador biplaza
- Caudron C.61 (1921) - Trimotor biplano de transporte para 8 pasajeros
- Caudron C.74 (1922) - Biplano cuatrimotor de transporte para 10 pasajeros
- Caudron C.109 (1920) - Monoplano biplaza, utilitario ligero
- Caudron C.140 (1928) - Biplano monomotor biplaza de enlace y observación
- Caudron C.190 (1929) - Monoplano monomotor biplaza de turismo
- Caudron C.220 (1929) - Biplano, monomotor, biplaza turístico y escolar
- Caudron C.230 (1930) - Biplano, monomotor de turismo biplaza
- Caudron C.240 (1931) - Prototipo monoplano monomotor de turismo de cuatro plazas
- Caudron C.270 Luciole (1930) - Biplano monomotor biplaza de turismo y escuela
- Caudron C.280 Phalene (1932) - Monoplano monomotor de turismo de cuatro plazas
- Caudron C.362 (1933) - Monoplano monoplaza monomotor de carreras (motor Renault Bengali)
- Caudron C.366 Atalante (1933) - Monoplano, monomotor monoplaza de competición (motor Régnier)
- Caudron C.430 Rafale (1934) - Monoplano monomotor gran turismo biplaza
- Caudron C.440 Goéland (1934) - Monoplano bimotor de enlace, pasaje y entrenador
- Caudron C.450 (1934) - Monoplano monomotor monoplaza de carreras
- Caudron C.460 (1934) - Monoplano monomotor monoplaza de competición
- Caudron C.480 Frégate (1935) - Monoplano triplaza monomotor de turismo
- Caudron C.500 Simoun I (1934) - Monoplano monomotor de turismo de cuatro plazas
- Caudron C.510 Pélican (1934) - Monoplano monomotor de turismo de cuatro plazas /avión ambulancia
- Caudron C.560 Rafale (1935) - Monoplano, monomotor monoplaza de competición
- Caudron C.561 derivado de Caudron C.460 - Un ejemplar construido para optar por la Coupe Deutsch de la Meurthe de 1936
- Caudron C.570 Kangourou (1935) - Prototipo monoplano bimotor militar multifunciones
- Caudron C.600 Aiglon (1935) - Monoplano monomotor biplaza de turismo
- Caudron C.630 Simoun (1935) - Monoplano monomotor de turismo de cuatro plazas / Avión postal
- Caudron C.640 Typhon (1935) -  Monoplano de alta velocidad
- Caudron C.710 (1935) - Prototipo de caza monoplano monoplaza monomotor con tren fijo, inspirado en el C.460 y destinado al programa C1
- Caudron C.713 (1937) - Prototipo de caza monoplano, monomotor, monoplaza y tren de aterrizaje retráctil, derivado del Caudron C.710
- Caudron C.714 Cyclone (1938) - Caza monoplano monoplaza monomotor con tren de aterrizaje retráctil
- Caudron C.714R - Prototipo de caza ligero nunca ha volado, presentado en el Salon de L´ Bourget
- Caudron C.800 Epervier (1942) - Planeador biplaza de entrenamiento
- Caudron C.810 (1942) - Versión mejorada del C.800
- Caudron C.811 (1945) - Versión mejorada del C.810
- Caudrón C.860 (1938) - Avión de comunicaciones de larga distancia
- Caudrón C.870 (1940)
- Caudrón C.880 (1940)
- KXC1 - Versión C.601 exportada a Japón
- Caudron C.801 (1951) - Versión mejorada del C.800

## Galería imágenes

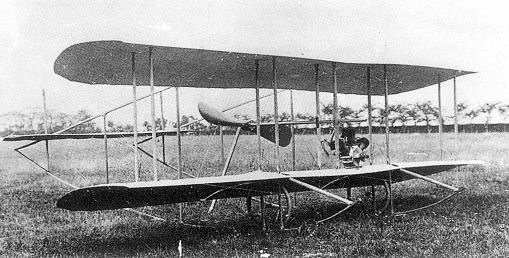
Caudron Tipo A
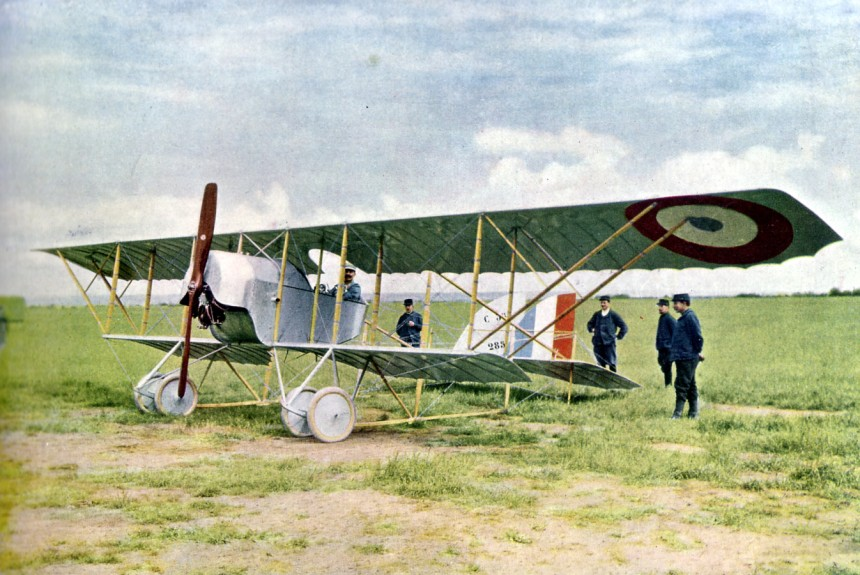
Caudron G.3
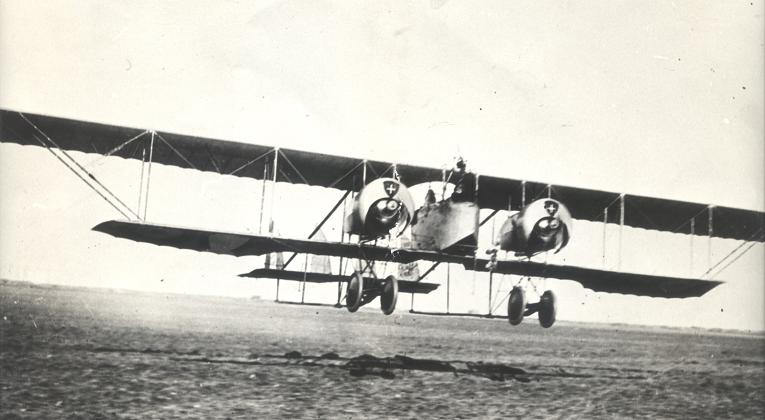
Caudron G.4
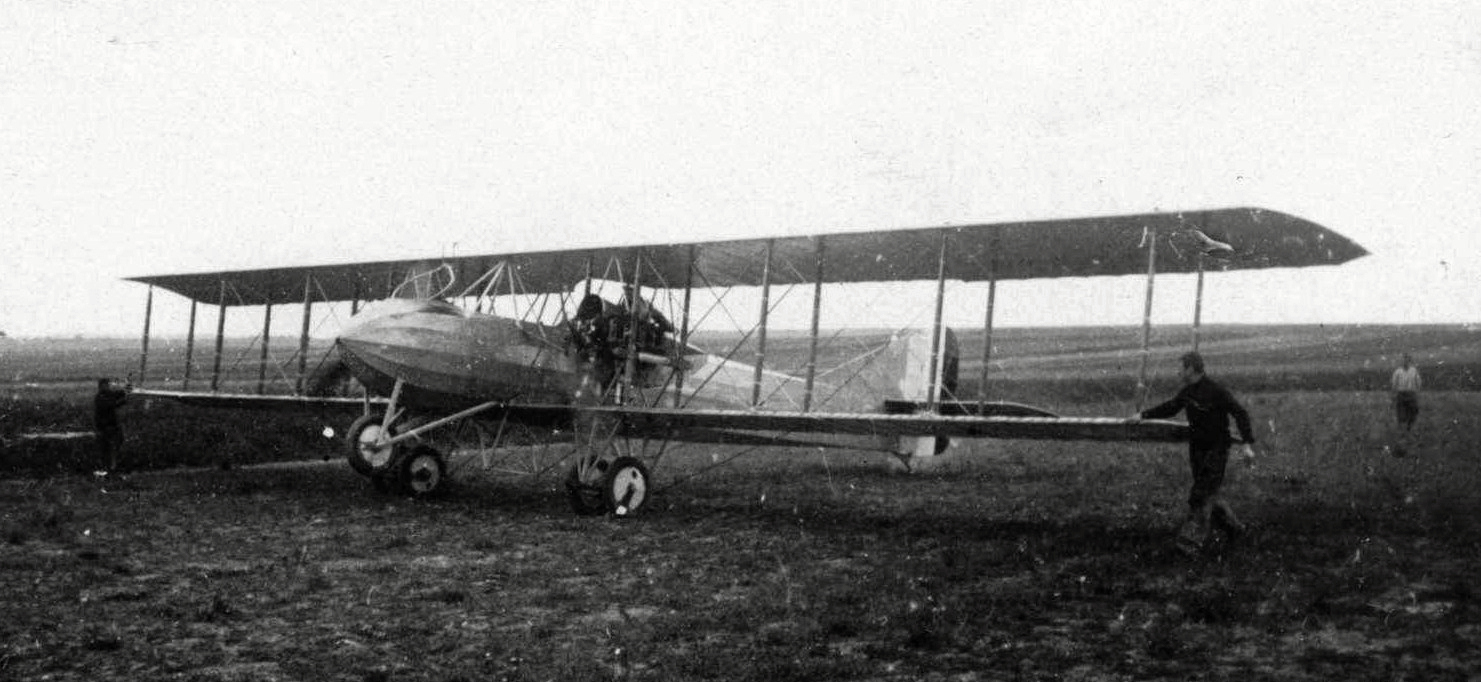
Caudron R.4
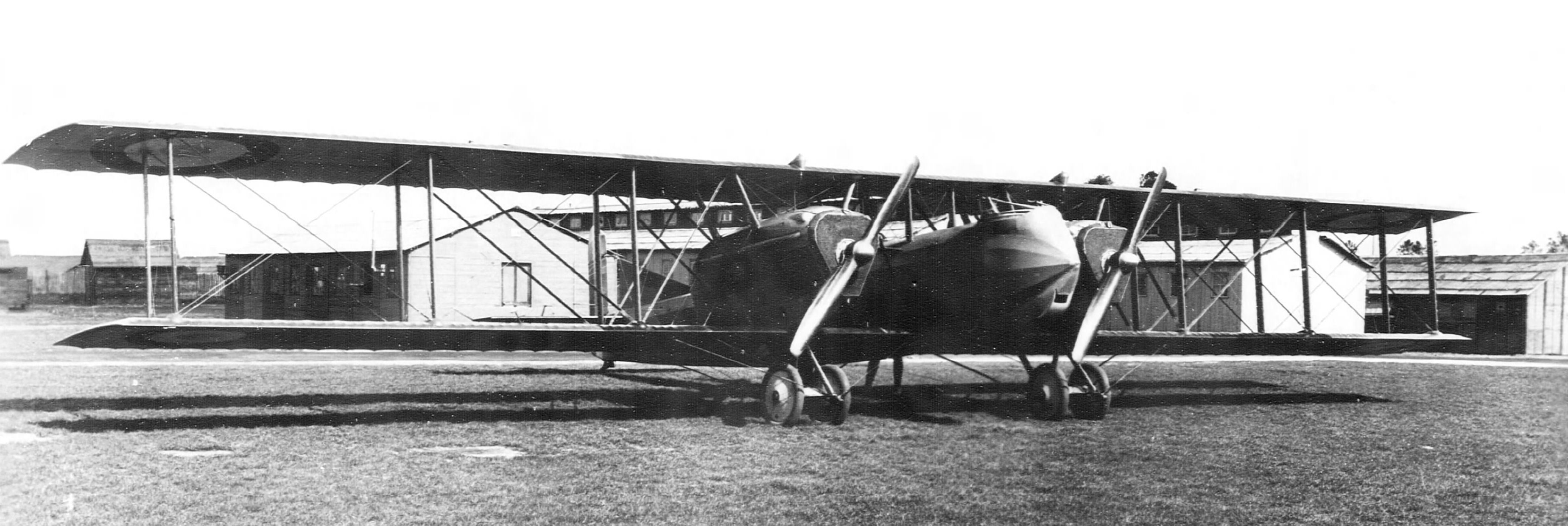
Caudron R.11
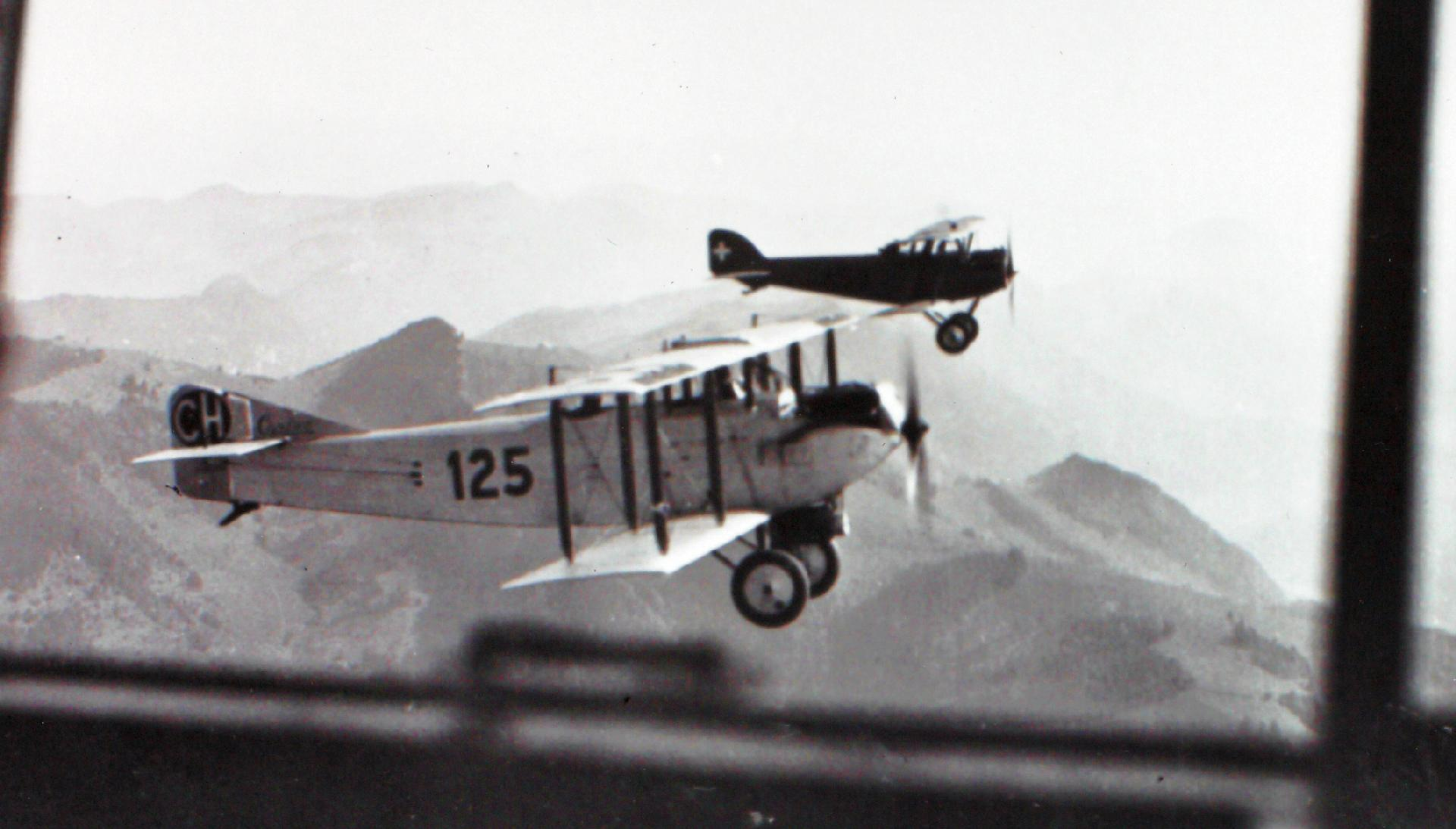
Caudron C.59
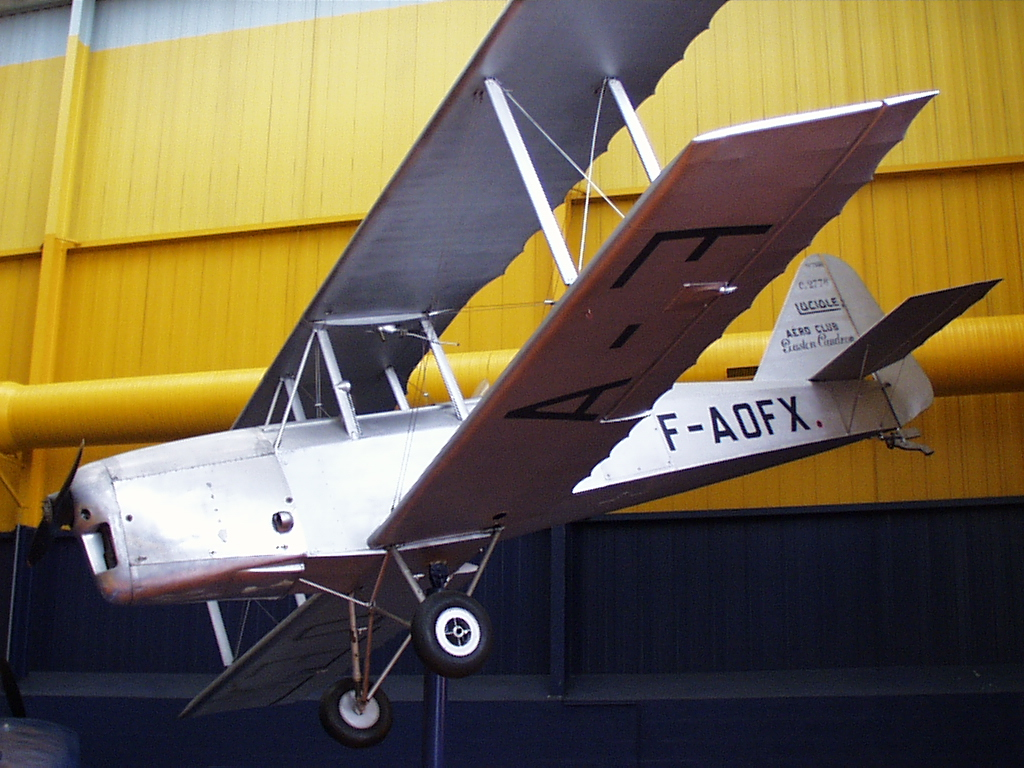
Caudron C.270 Luciole
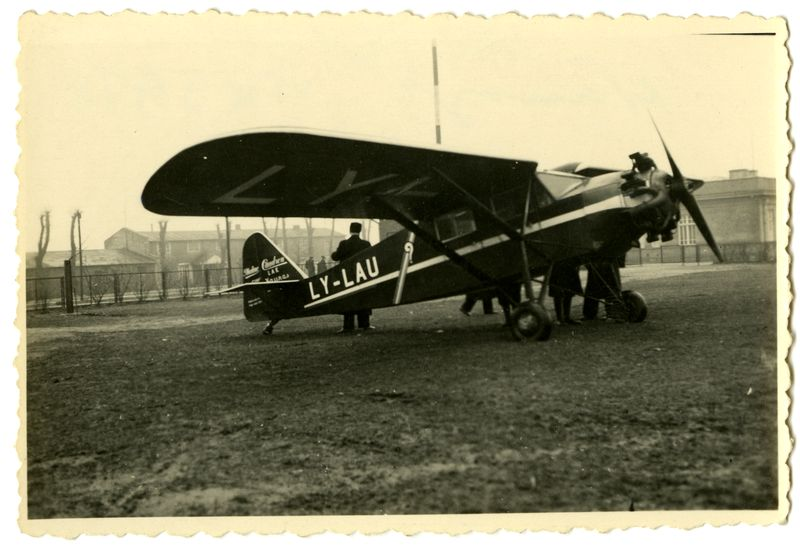
Caudron C.280 Phalene
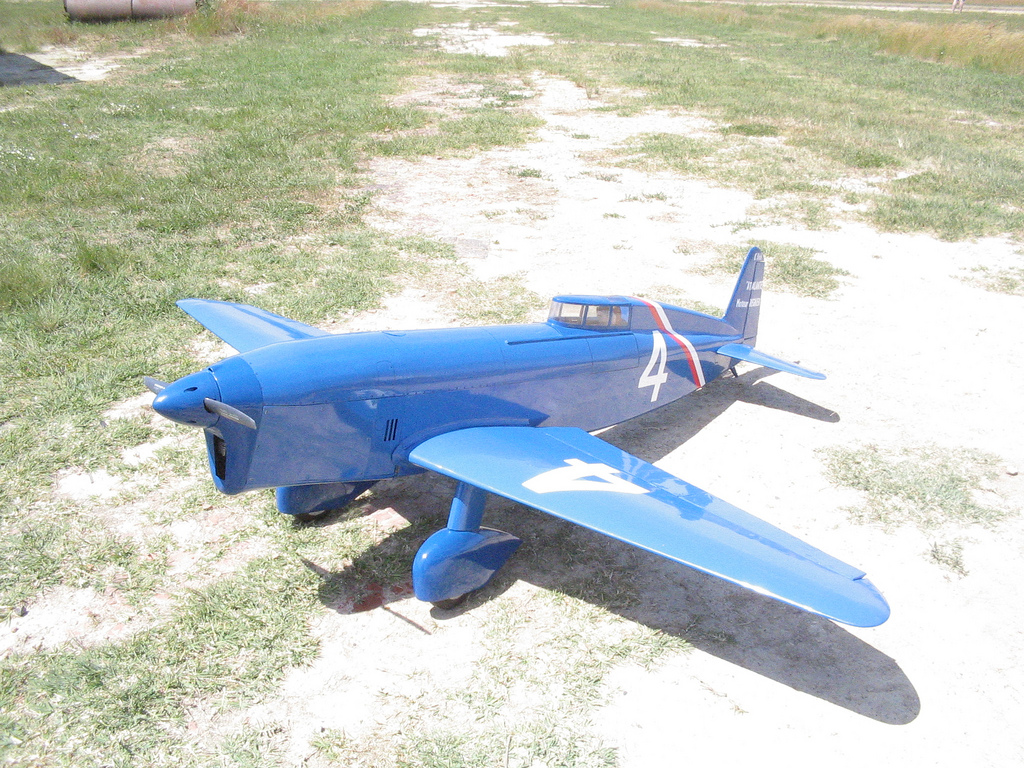
Caudron C.366 Atalante
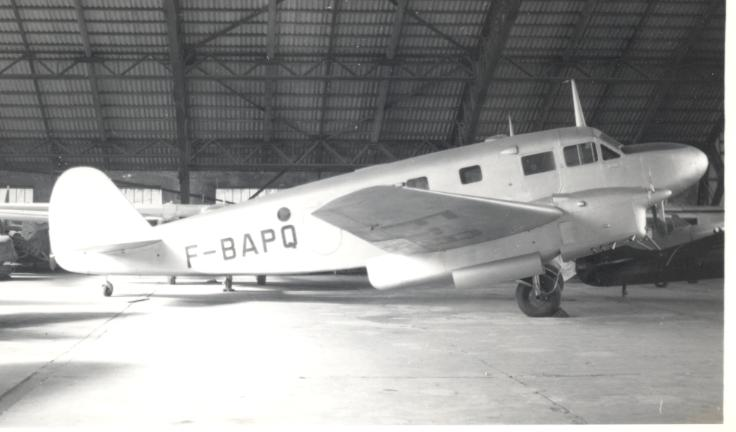
Caudron C.449 Goéland
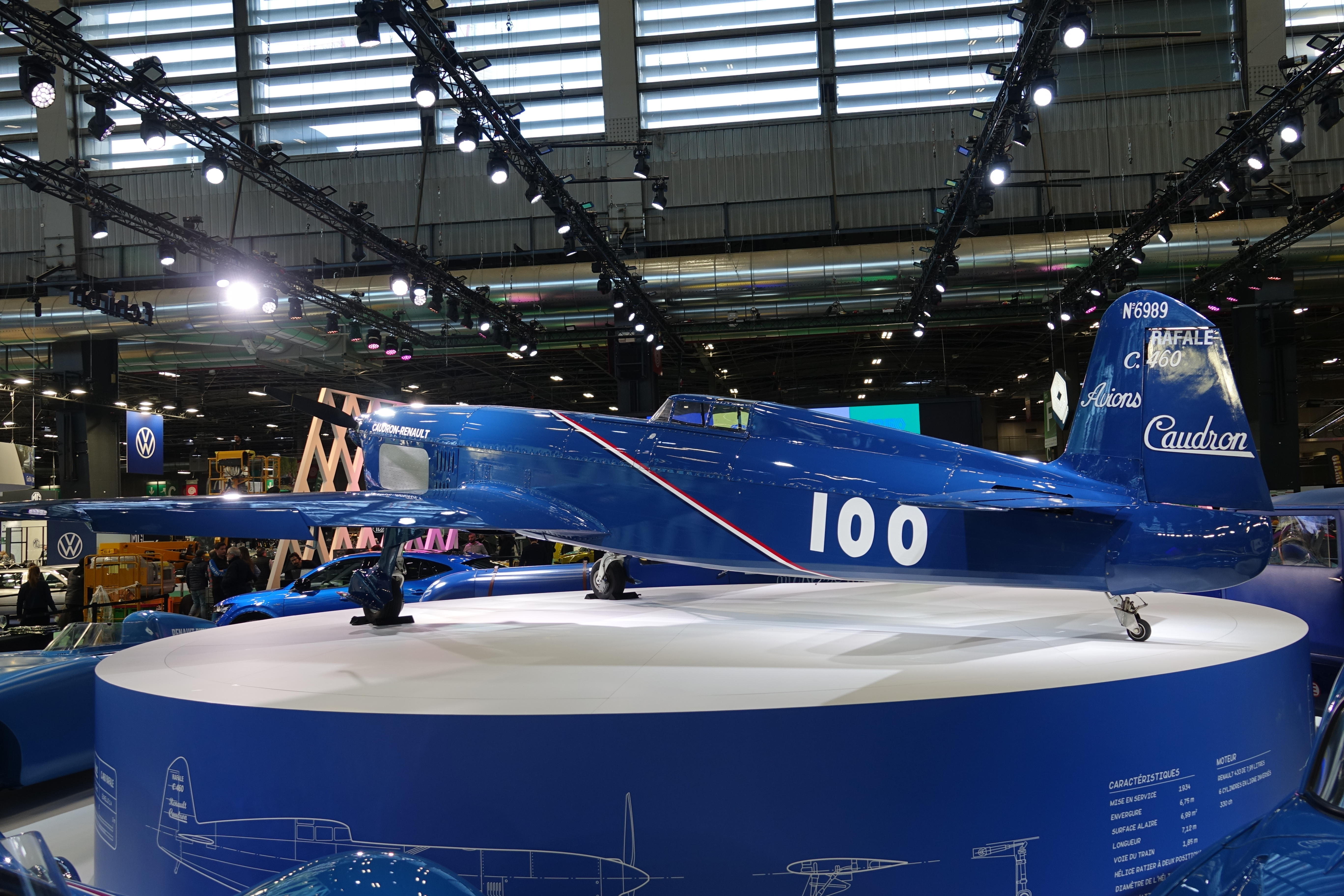
Caudron C.460 Rafale
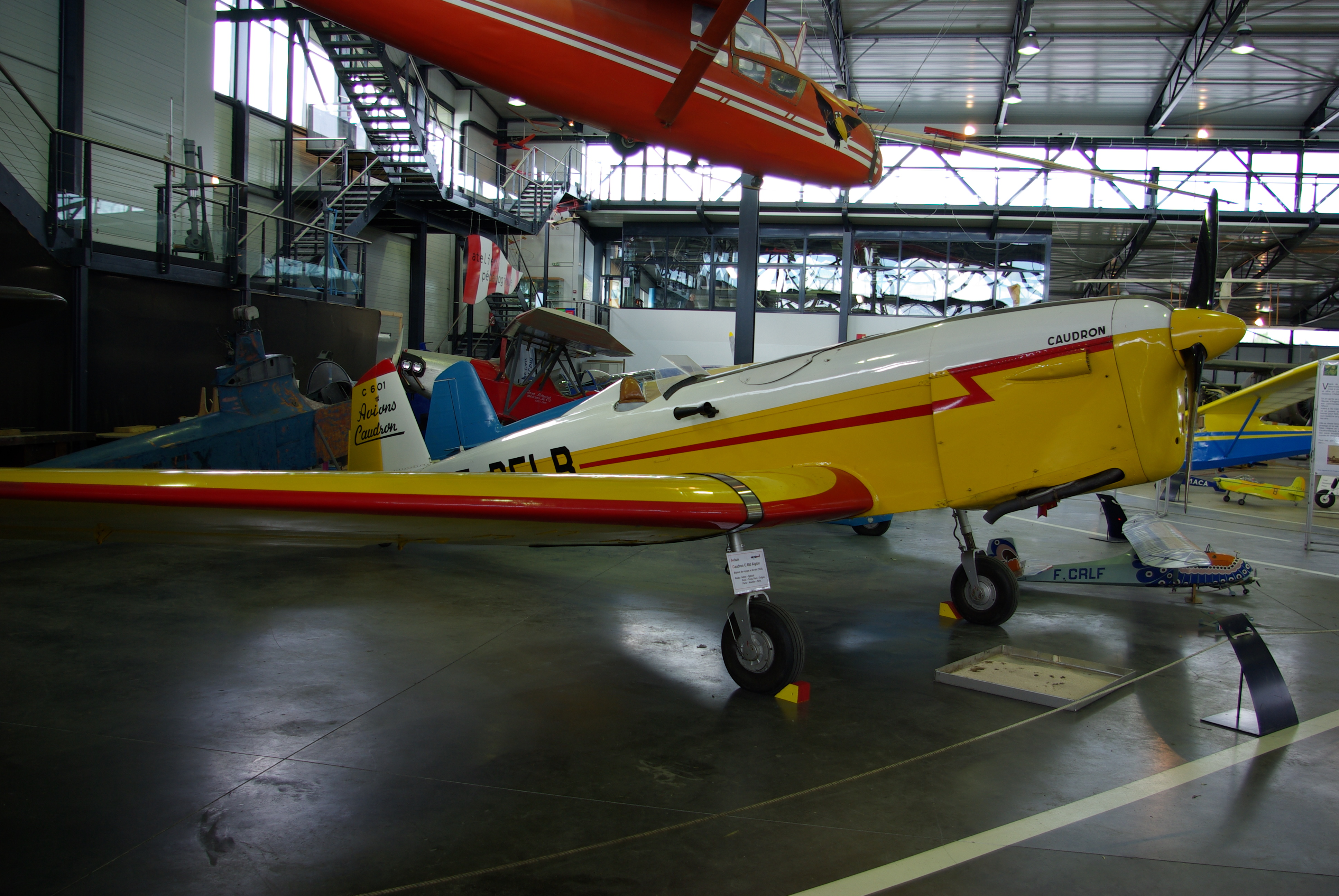
Caudron C.601 Aiglon
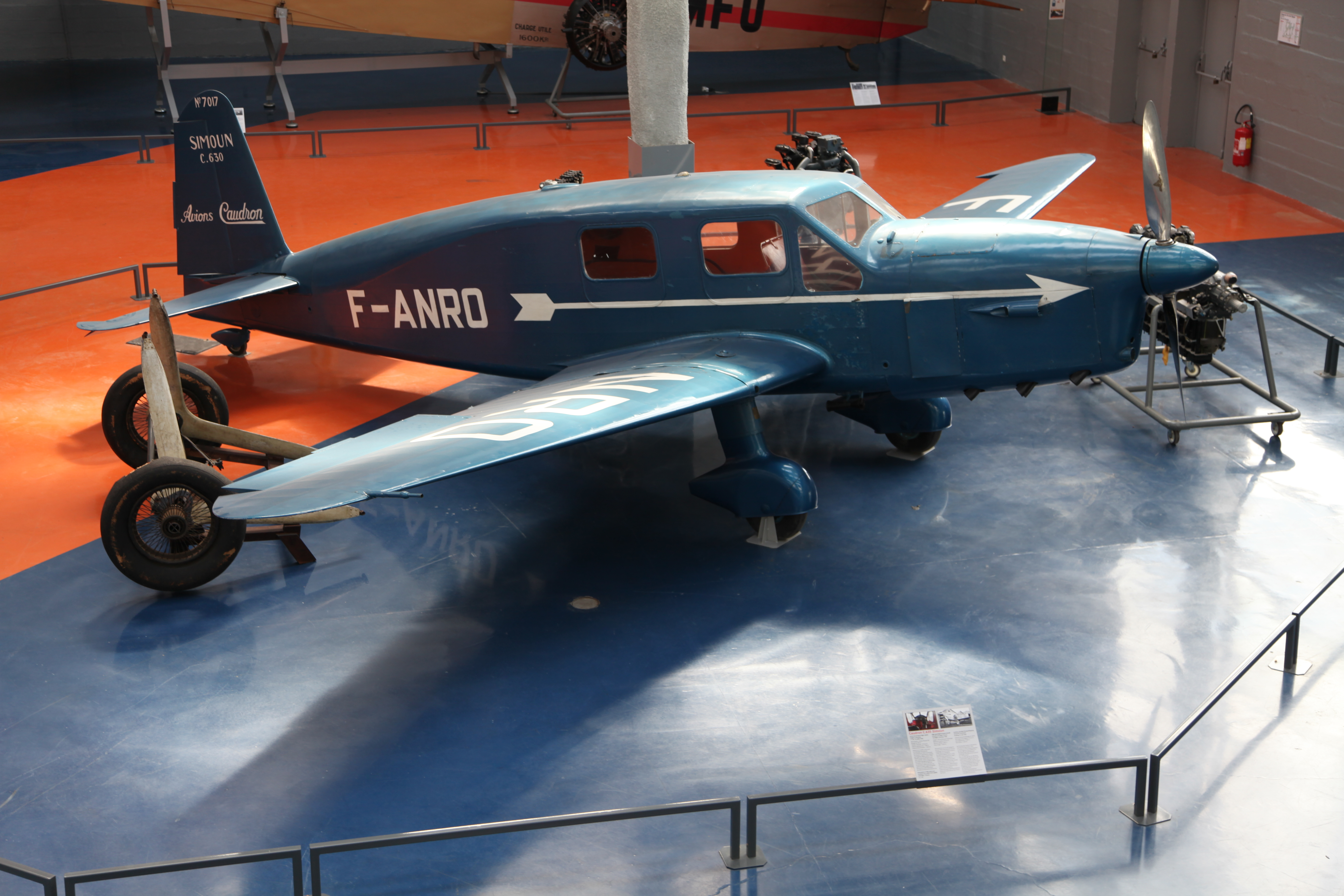
Caudron C.630 Simoun
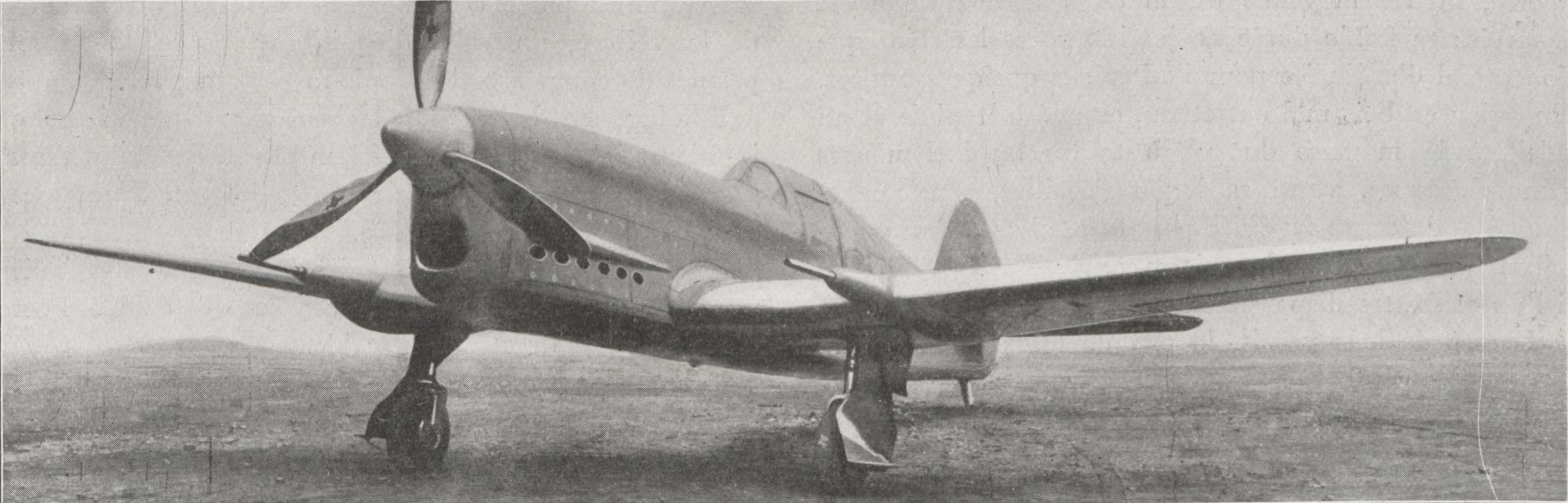
Caudron C.713